# Alan Kimber
Alan Kimber (1949-2012) fue un deportista británico que compitió en natación. Ganó una medalla de plata en el Campeonato Europeo de Natación de 1966 en la prueba de 1500 m libre.

## Palmarés internacional
| Campeonato Europeo | Campeonato Europeo     | Campeonato Europeo | Campeonato Europeo |
| Año                | Lugar                  | Medalla            | Prueba             |
| ------------------ | ---------------------- | ------------------ | ------------------ |
| 1966               | Utrecht (Países Bajos) | Medalla de plata   | 1500 m libre       |